# Colymbosaurus
Il colimbosauro (gen. Colymbosaurus) è un rettile marino estinto, appartenente ai plesiosauri. Visse nel Giurassico superiore (Kimmeridgiano - Titoniano, circa 150 - 145 milioni di anni fa), e i suoi resti sono stati ritrovati in Inghilterra, in Francia e nelle isole Svalbard.

## Descrizione
Questo animale era uno dei più grandi plesiosauri del Giurassico: la lunghezza poteva oltrepassare i sette metri, dei quali oltre un terzo erano costituiti dal collo. Il corpo era piatto e tarchiato, le zampe erano trasformate in pinne, mentre il collo allungatissimo doveva sorreggere una testa piccola. Il colimbosauro (il cui nome significa “lucertola tuffatrice”) è noto per alcuni scheletri incompleti, tutti sprovvisti di cranio.
Le vertebre erano molto simili a quelle di Cryptoclidus, un altro plesiosauro inglese, vissuto qualche milione di anni prima. Il collo di Colymbosaurus, però, era lungo circa un terzo in più di quello di Cryptoclidus; l'allungamento del collo era dovuto a un maggior numero di vertebre cervicali (ben 42) e non all'allungamento delle vertebre stesse, come invece avveniva in altri plesiosauri giurassici dal collo particolarmente lungo, come Muraenosaurus e Microcleidus.
In terreni risalenti allo stesso periodo dei fossili di Colymbosaurus è stato rinvenuto un cranio, descritto nel 1981 come Kimmerosaurus langhami, che potrebbe appartenere al colimbosauro. Questo cranio possiede numerosi denti molto sottili, simili a quelli di Cryptoclidus.

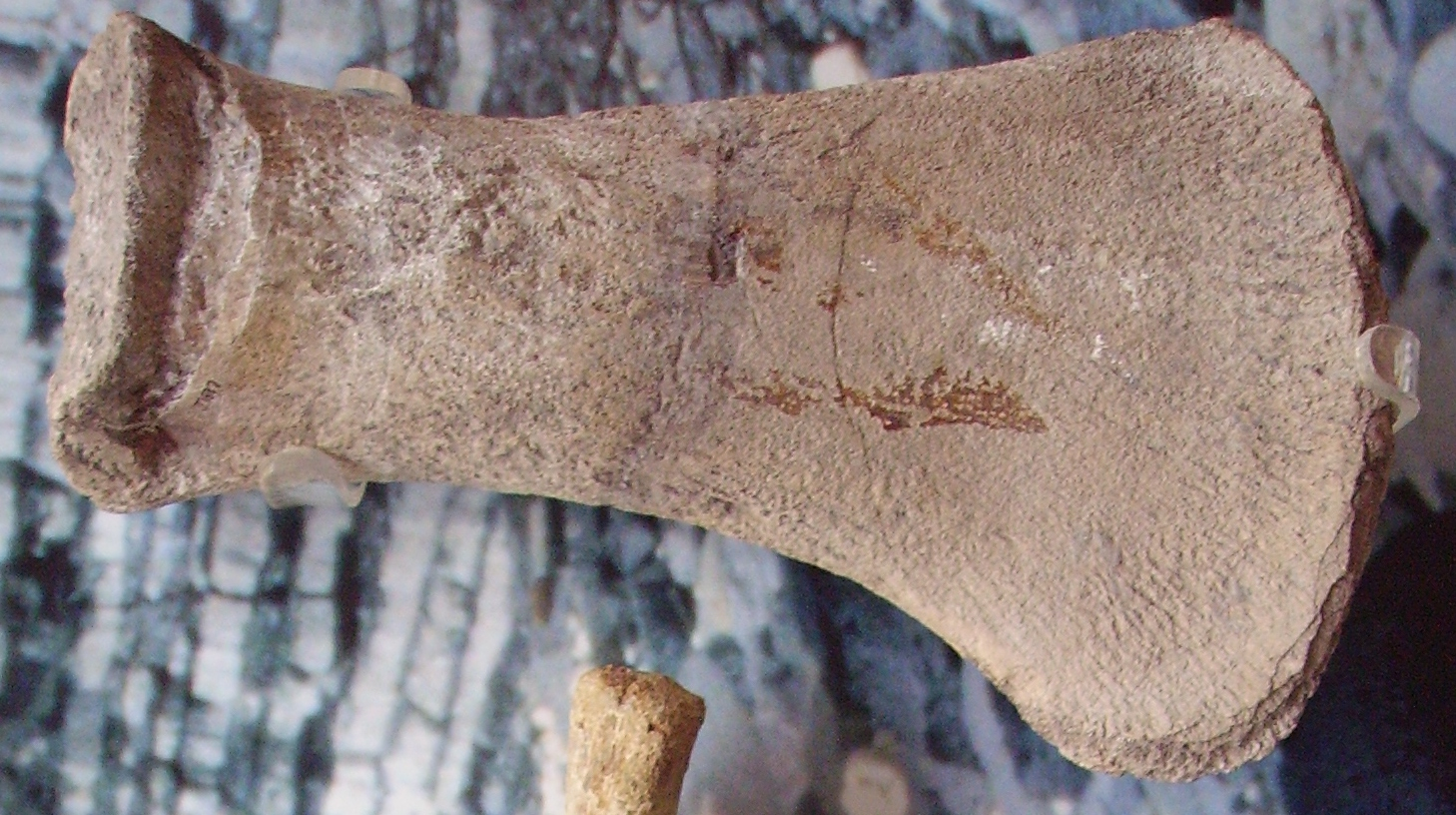
Omero di Colymbosaurus

## Classificazione
Colymbosaurus è considerato un rappresentante gigante e dal collo particolarmente allungato dei criptoclididi, una famiglia di plesiosauri dai denti fitti e sottili (Benson e Druckenmiller, 2013).
I fossili di Colymbosaurus furono descritti per la prima volta da Richard Owen, che nel 1840 descrisse alcuni resti di rettili marini del Kimmeridgiano inglese sotto il nome di Plesiosaurus trochanterius. Altri fossili descritti nel 1869 vennero denominati Plesiosaurus megadeirus. Fu poi Harry Govier Seeley, nel 1874, a istituire per questi fossili il genere Colymbosaurus, con la specie Colymbosaurus trochanterius. A questo genere sono state in seguito attribuite altre specie di dubbia identità (ad es. C. sclerodirus); nel 2012, uno studio su alcuni fossili provenienti dalle Svalbard ha istituito una nuova specie (Colymbosaurus svalbardensis), precedentemente attribuita al genere Tricleidus (Knutsen et al., 2012). Uno studio del 2014 ha chiarito che la specie Colymbosaurus trochanterius, considerata la specie tipo del genere, è in realtà basata su fossili di dubbia identità, non classificabili a livello specifico; la specie tipo è divenuta quindi Colymbosaurus megadeirus (Benson e Bowdler, 2014).